# Itakura Seikō

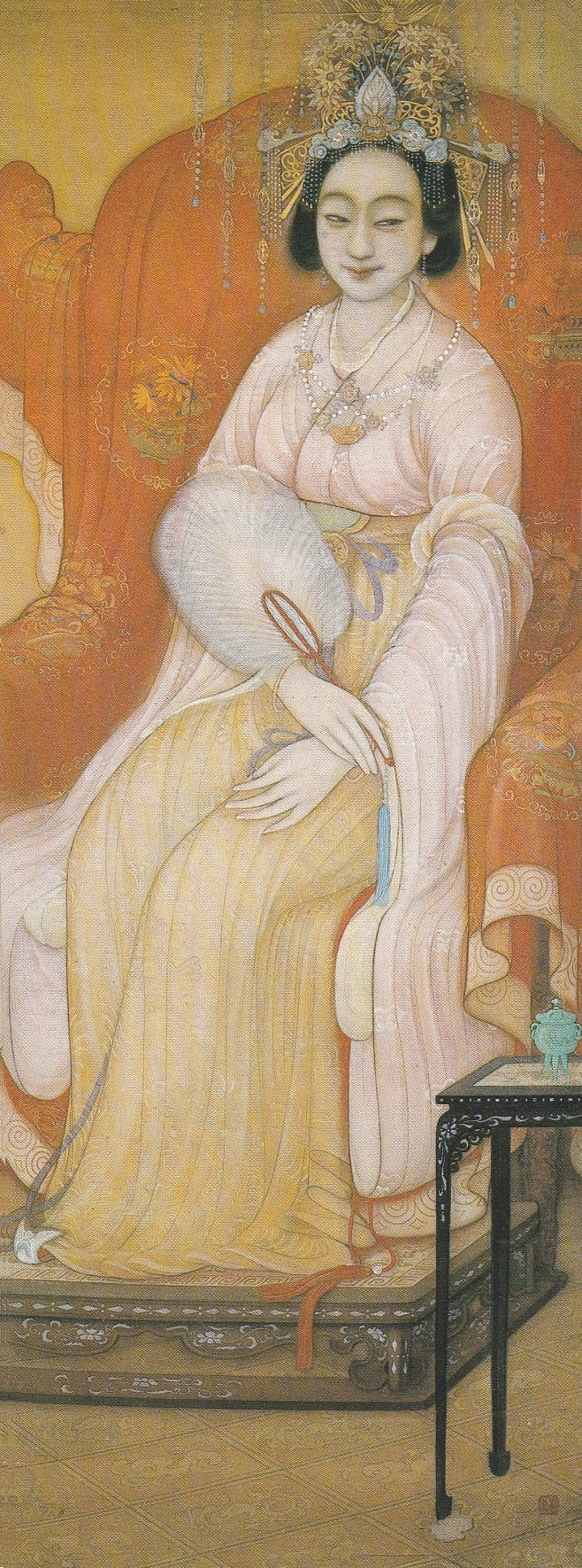
Itakura: Königin, 1921

Itakura Seikō (japanisch 板倉 星光, eigentlich Itakura Sutegorō (板倉 捨五郎); geb. 2. Dezember 1895 in Kioto; gest. 17. Dezember 1964) war ein japanischer Maler der Nihonga-Richtung  der Taishō- und Shōwa-Zeit.

## Leben und Werk
Itakura Seikō wurde als dritter Sohn des Itakura Seibi (板倉清兵衛) geboren, der in der vierten Generation in Kioto mit Meeresfrüchten handelte.  Er machte 1914 seinen Abschluss an der Abteilung für Malerei der „Städtischen Schule für Kunst und Kunstgewerbe Kyōto“ (京都市立美術工芸学校, Kyōto shiritsu bijutsu gakkō) und setzte dann das Studium an der „Städtischen Hochschule für Malerei“ (京都市立絵画専門学校, Kyōto shiritsu kaiga semmon gakkō) fort. Schon 1915 konnte er auf der 9. Bunten-Ausstellung das Bild „露“ (Tsuyu, Regenzeit) zeigen, zeigte weiterhin Bilder auf den staatlichen Ausstellungen. 1917 machte er seinen Abschluss an der Städtischen Hochschule für Malerei, bildete sich dann unter Kikuchi Keigetsu weiter. Er malte vor allem Personen mit dem Schwerpunkt schöne Frauen, befasste sich eine Zeitlang, zusammen mit Kainoshō Tadaoto und anderen, mit der Akt-Malerei.
1921 stellte Itakura auf der 7. Ōsaka-Kunstausstellung (大阪美術展) „女の習作“ und andere Bilder aus, die seinen Ruf als Maler wohlgestalteter Weiblichkeit festigten. Das im folgenden Jahr auf der 3. Teiten gezeigte Bild „王妃“ (Ōhi, Königin) ist ein Beispiel dafür. Das 1927 auf der 8. Teiten gezeigte Bild „畜生塚“ (Chikushō tsuka, Misthügel) ist allerdings das letzte Bild dieser Art. Es folgten dann Frauenbildnisse in einem mehr zurückhaltenden Stil. 1929 zeigte er auf der 10. Teiten „春雪“ (Shunsetsu, Schnee im Frühling), auf der 11. „春雨“ (Shun’u, Frühlingsregen), die beides Mal eine Auszeichnung erhielten. – Auf der Shin Bunten konnte er dann juryfrei ausstellen. Und auch nach dem Krieg stellte er auf der Nitten aus.
Auf der Ausstellung japanische Malerei 1931 in Berlin war Itakura mit dem Bild „Junge Tänzerin bei der Blumenaufziehung“ zu sehen.